# Streptocephalus echinus
Streptocephalus echinus är en kräftdjursart som beskrevs av Bond 1934. Streptocephalus echinus ingår i släktet Streptocephalus och familjen Streptocephalidae. Inga underarter finns listade i Catalogue of Life.